# Павков, Милан
Ми́лан Па́вков (серб. Милан Павков; род. 9 февраля 1994, Нови-Сад) — сербский футболист, нападающий клуба «Чукарички».

## Клубная карьера
Воспитанник клуба «Новый Сад», в академию которого попал в возрасте 9 лет и прошел все возрастные группы. Однако за первую команду так и не дебютировал, в 2012 году на сезон был отдан в аренду в клуб «Младост» из города Бачки-Петровац, который на тот момент выступал в четвертом по уровню дивизионе Сербии. После окончания сезона 2012/13 «Новый Сад» вылетел в низший дивизион, а Павков оставил свой родной клуб свободным агентом, так и не сыграв за него ни одного матча.
С 2013 по 2015 год играл в составе команды «ЧСК Пивара» из Лиги Воеводина, третьего по уровню дивизиона страны, где в сезоне 2014/15 забил 18 голов стал лучшим бомбардиром сезона, а команда заняла первое место и пошла на повышение. В том же году участвовал в сборной команде Воеводины в Кубке регионов УЕФА.
Летом 2015 года перешел в клуб высшего дивизиона, «Воеводина». Дебютировал в сербской Суперлиге в матче против «Младости» (Лучани), который состоялся 9 августа 2015 года, но основным игроком так и не стал, и 2 июня 2016 года контракт по взаимному согласию был расторгнут. За клуб он отыграл 15 матчей во всех турнирах, в том числе одну игру в Лиге Европы, таким образом дебютировав в еврокубках.
4 июля 2016 года Павков подписал трехлетний контракт с клубом «Радничками» (Ниш), где сразу стал игроком основного состава, и уже в начале 2017 года его приобрела «Црвена Звезда». В столичной команде Милан дебютировал 18 февраля 2017 года, заменив Дамьена Ле Таллека на 85-й минуте матча против «Нового Пазара», но вскоре он получил травму и остаток сезона пропустил. В начале следующего был отдан в аренду обратно в «Раднички» (Ниш). Там в сезоне 2017/18 Павков забил 23 гола в 33 матчах, став вторым бомбардиром чемпионата после Александара Пешича.
Летом 2018 года Павков вернулся в «Црвену Звезду», где должен был заменить Пешича, который покинул клуб. 6 ноября 2018 года забил два гола в матче 4-го тура группового этапа Лиги чемпионов против «Ливерпуля», принеся своей команде победу 2:0, с тех пор постоянно играет в основном составе клуба.

## Карьера в сборной
Павков впервые был вызван в сборную Сербии в марте 2019 года на игры против сборных Германии и Португалии, заменив Александра Прийовича, который был вынужден покинуть предыгровой сбор из-за травмы. Дебютировал 20 марта 2019 года выйдя на замену в матче против сборной Германии, вместо Луки Йовича, однако матч до конца не доиграл получив прямую красную карточку на 90-й минуте игры за фол на Лерое Зане.

## Достижения
- Чемпион Сербии:

Црвена Звезда: 2018/19